# Glenea malasiaca
Glenea malasiaca là một loài bọ cánh cứng trong họ Cerambycidae.